# United States Radium Corporation

L’United States Radium Corporation (US Radium) est une entreprise qui avait pignon sur rue entre 1917 et 1926 à Orange, dans le New Jersey, aux États-Unis. Après un premier succès dans le développement d'une peinture radioactive fluorescente, la société fut obligée de fermer à la fin des années 1920 à la suite de maladies graves survenues chez ses salariées et du décès de travailleuses qui avaient ingéré des matières radioactives en humectant avec leurs lèvres les pinceaux qui leur servaient à peindre de fines lignes lumineuses sur les cadrans des montres. On leur avait dit que la peinture était inoffensive. Durant la Première Guerre mondiale, la compagnie avait vendu beaucoup de ses montres à l’US Army pour ses soldats.

## Histoire
La société a été fondée en 1914 à Newark, au New Jersey par le Dr Sabin Arnold von Sochocky et le Dr George S. Willis, et était à l'origine appelée la Radium Luminous Material Corporation (compagnie des matériaux lumineux au radium). La société produisait initialement de l'uranium à partir du minerai de carnotite, puis s’était orientée vers la fabrication de peintures luminescentes. La société a ensuite déménagé à Orange en 1917 et, quatre ans plus tard, prend le nom de Compagnie américaine du radium en 1921. En 1926 elle cessa le traitement du minerai de carnotite et de la société se nomma elle-même la Safety Light Corporation (compagnie de l’éclairage de sécurité), en référence aux signaux de sécurité fluorescents, les cadrans et d'autres produits utilisant la peinture lumineuse que l'entreprise a produit jusqu'en 1927. 
La peinture luminescente utilisée par les femmes, un produit appelé Undark, utilisait le radium, comme principal ingrédient. Les travailleurs ont reçu pour instruction d’« effiler » les pinceaux en les suçant à la bouche
Sans que les femmes en soient informées, le produit était hautement radioactif et donc cancérigène. La peinture qui était ingérée par les femmes, en suçant les pinceaux a provoqué une affection appelée le « radium jaw » (ostéonécrose du maxillaire), un gonflement douloureux et une nécrose de la mâchoire supérieure et de la mâchoire inférieure, et finalement entraîné la mort de plusieurs de ces femmes.
La nécrose du radium était connue mais sa cause première était contestée par les responsables de la compagnie et les scientifiques travaillant pour l’US Radium. C'est pourquoi une action en justice a été intenté contre l'entreprise par un groupe d’ouvrières surnommé les « ''Radium Girls ». La contre-publicité suscitée par la révélation des maladies et des décès survenus chez les premiers peintres de cadran a provoqué des difficultés de recrutement de nouvelles ouvrières. Ce fut la raison invoquée par l'entreprise pour justifier sa fermeture.
Vers 1920, une entreprise semblable de peinture de cadrans lumineux, une division de la standard Chemical Company basée à Chicago, connue sous le nom de Radium Dial Company a ouvert à Chicago, mais a très vite transféré son activité de peinture de cadrans à Perou, dans l’Illinois pour se rapprocher de son plus grand client, la Westclox Clock Company. Même si plusieurs travailleurs ont trouvé la mort et bien que les risques pour la santé associés au radium soient déjà connus, cette société a continué son activité de peinture jusqu'en 1940, date à laquelle les ateliers ont été déménagés à New York.

## Suites immédiates
Le médecin-chef du comté d’Essex County, dans le New Jersey, a publié un rapport en 1925 qui identifiait les matières radioactives que les femmes avaient ingéré comme étant la cause de leur maladie osseuse et de l’anémie aplastique, et à un stade ultime de leur mort.
La maladie et les décès résultant de l'ingestion de la peinture au radium et les poursuites judiciaires engagées par les femmes ont contraint l'entreprise à la fermeture en 1927. L'affaire a été jugée en 1928 et les victimes indemnisées, mais un grand nombre de plaignantes ont été gravement malades et sont décédées d'un cancer des os ou d’une autre maladie liée au rayonnement avant la conclusion du procès. L'entreprise a été accusée d’avoir fait durer la procédure dans le but d’attendre d’autres décès.
En novembre 1928, le Dr von Sochocky, l'inventeur de la peinture à base de radium, est décédé d'une anémie aplastique consécutive à son exposition à des matières radioactives, victime de sa propre invention.
En 2011, le niveau de radioactivité des victimes est suffisamment élevé pour être détecté sur leur tombe par un compteur Geiger.

## «Superfund Site»
La société, pendant sa durée d’activité, a transformé environ 1 000 tonnes de minerai qui ont été déversées sur le site. Le radon et le rayonnement résultant des 1 600 tonnes de matériaux de l'usine désaffectée ont abouti à l’inscription du site au « Superfund » (site pollué à réhabiliter) par l’Environmental Protection Agency en 1983. De 1997 à 2005, l'EPA a remis en état le site à l’issue d'un processus qui a impliqué l'excavation et l'élimination du site de matières contaminées par le radium sur site de l'ancienne usine, et sur 250 résidences et établissements commerciaux qui avaient été contaminés au cours des décennies.